# Virotia neurophylla
Virotia neurophylla là một loài thực vật có hoa trong họ Quắn hoa. Loài này được (Guillaumin) P. H. Weston & A. R. Mast miêu tả khoa học đầu tiên.